# Noir de Golzinne
Le Noir de Golzinne, dont certaines variétés sont parfois aussi appelées Noir de Mazy, Noir fin, ou Noir Belge, est une roche calcaire carbonifère extraite dans le village de Golzinne dans la vallée de l’Orneau près de Gembloux, en province de Namur. La société anonyme des carrières Merbes-Sprimont-Marpic exploite ce qui constitue le dernier site où l'on extrait encore et débite ce « marbre » noir en Belgique.
On y descend jusqu'à soixante-six mètres. Une galerie venant d'une carrière désaffectée permet d'accéder à l'exploitation souterraine.
Le noir de Golzinne n'est pas un marbre au sens géologique du terme car il ne s'agit pas d'une roche métamorphique ayant été soumise à haute température à la suite d'un enfouissement à très grande profondeur ou au contact avec une roche ignée intrusive. Le terme "marbre" se réfère ici à une simple roche calcaire prenant un beau poli et utilisée comme pierre ornementale. La matrice de cette roche calcaire est constituée de calcite microcristalline (CaCO3) au sein de laquelle la matière organique est dispersées de façon très homogène d'où cette couleur noire très sombre absorbant fortement la lumière et qui en fait la renommée depuis plusieurs siècles.
La carrière est située au flanc nord d’un long pli asymétrique : le synclinal de Namur. Comme beaucoup d'autres marbres wallons celui-ci a servi à l'ornementation du Château de Versailles.